# Brasil nos Jogos Pan-Americanos de 1995
O Brasil competiu nos Jogos Pan-Americanos de 1995 em Mar del Plata, na Argentina.